# Daxinkali
Daxinkali o Dakshinkali es un municipio ubicado en el distrito de Katmandú, provincia de Bagmati, Nepal.

## Superficie
Cuenta con una superficie de 4,605 kilómetros cuadrados.

## Demografía
Datos hasta 2015
- Población: 12 628 habitantes.[1]
- Densidad de población: 2,742 habitantes por kilómetro cuadrado.[1]
- Población masculina: 6189 (49%).[1]
- Población femenina: 6439 (51%).[1]